# Válvula (tubulação)

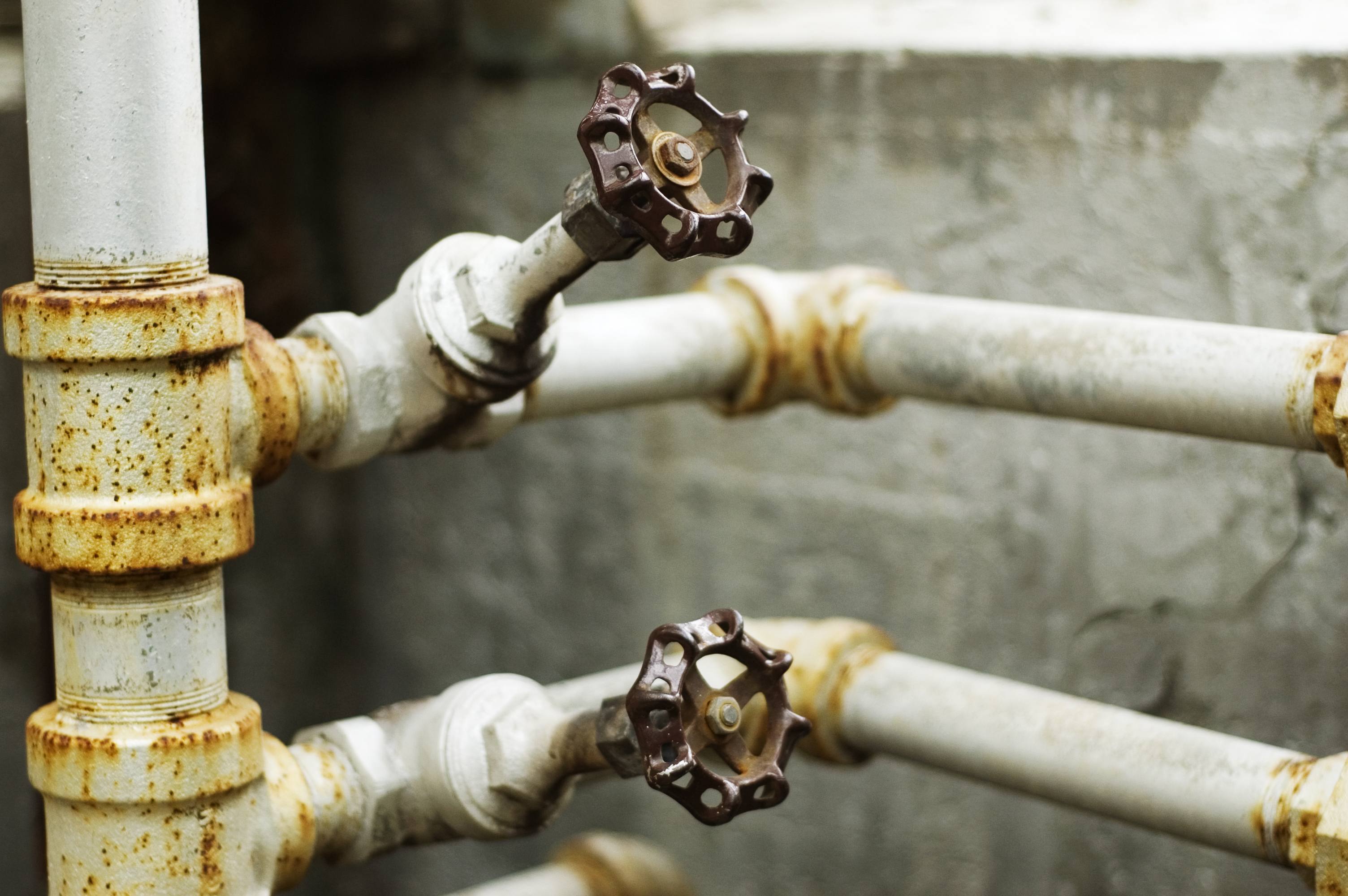
Estas válvulas são operadas por volantes manuais.

Uma válvula ou registro é um dispositivo que regula, direciona ou controla o fluxo de um fluido (gases, líquidos ou sólidos fluidizados), através da abertura, fechamento ou obstrução parcial de várias passagens. As válvulas são tecnicamente acessórios, mas são geralmente tratados como uma categoria separada. Em uma válvula aberta, o fluido flui da maior pressão para a menor. A palavra é derivada do latim valva, a parte móvel de uma porta, que deriva de volvere, virar, rolar.
A mais simples (e muito antiga) válvula é simplesmente uma aba articulada que cai para obstruir o fluxo de fluido (gás ou líquido) em uma direção, mas é empurrada pelo fluxo no sentido oposto. Isso é chamado de válvula de retenção, que impede ou "corta" o fluxo em uma direção. Válvulas modernas podem regular a pressão ou a vazão a jusante e operar em sistemas de automação sofisticados.
As válvulas têm muitos usos, incluindo o controle de água para irrigação, usos industriais para controle de processos, usos residenciais, tais como abre-fecha e controle de pressão para máquinas de lavar e torneiras de pia. Mesmo aerossóis têm uma pequena válvula incorporada. Válvulas também são usadas nas forças armadas e no setor de transportes.

## Tipos de válvulas
As válvulas são bastante diversificadas e costumam ser nomeadas de acordo com o seu mecanismo interno. Existem diversas patentes especificando os mecanismos internos de válvulas. Podem ser classificadas de acordo com o seu objetivo funcional, como válvulas reguladoras de vazão, válvulas de alívio de pressão ou válvulas de redirecionamento.
Válvulas também podem ser classificadas pela forma como elas são acionadas em:
- Acionamento hidráulico
- Acionamento pneumático
- Acionamento manual
- Válvula solenóide
- Acionamento motorizado

## Componentes

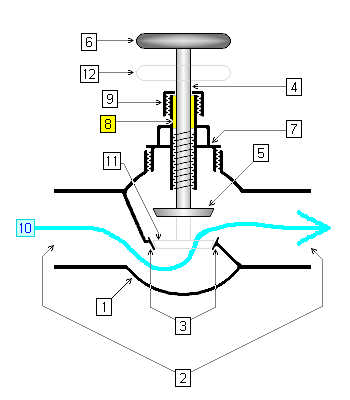
Diagrama de uma válvula de globo.
1. corpo
2. vias ou conexões
3. sede
4. haste
5. obturador na posição aberta
6. atuador quando a válvula está aberta
7. castelo
8. gaxeta
9. porca de vedação
10. o fluxo de fluido quando a válvula está aberta
11. posição do obturador com a válvula fechada
12. posição do volante com a válvula fechada

### Corpo
O corpos das válvulas é normalmente metálico ou de plástico. Latão, bronze, ferro fundido, aço, aços-liga e aços inoxidáveis são muito comuns.? Aplicações para fluidos corrosivos, como usinas de dessalinização, muitas vezes, utilizar válvulas de aço duplex e super duplex, devido às suas propriedades resistentes à corrosão, especialmente contra a água do mar. Monel costuma ser utilizado nas válvulas que operam com ácido fluorídrico (HF). Corpos de plástico são utilizados para pressões e temperaturas relativamente baixas. PVC, PP, PVDF e vidro reforçado com nylon são plásticos comuns utilizados em corpos de válvulas.?

### Castelo
O castelo funciona como uma tampa na parte superior da válvula. Costuma ser parafusado junto ao corpo da válvula. Durante a fabricação da válvula, as peças internas são instaladas e, em seguida, o castelo é anexado para manter as peças unidas. Para acessar as partes internas da válvula, um usuário teria de desparafusar o castelo, geralmente para a manutenção. Existem diversas válvulas que não possuem castelo, seja por não necessitarem de atuadores ou por estes poderem ser manuseados de forma distinta.

### Vias ou Conexões
As vias ou conexões são passagens que permitem que o fluido atravesse o interior da válvula. Estas são obstruídas para o controle do fluxo. Válvulas normalmente possuem apenas 2 conexões, mas podem ter várias. A válvula é quase sempre conectada à uma tubulação ou a outros componentes de uma tubulação. Métodos de conexão incluem roscas, cola, flanges ou soldagem.  

### Atuador
Um atuador manual é usado para controlar uma válvula por fora de seu corpo. Válvulas controladas automaticamente, muitas vezes, não possuem volante, mas algumas podem ter um (ou algo semelhante) para substituir manualmente o controle automático. Um atuador é um mecanismo ou dispositivo para controlar remotamente uma válvula de fora do corpo. Algumas válvulas podem não possuir nem volante nem atuador porque elas controlam o fluxo por si mesmas, como as válvulas de retenção ou válvulas de segurança.

### Obturador
Um Obturador é uma obstrução móvel dentro do corpo da válvula que restringe o fluxo através da válvula.

### Sede
A sede é a superfície interior do corpo que entra em contato com o obturador para formar uma vedação estanque. O obturador costuma entrar em contato com a sede apenas quando a válvula é fechada, a exceção de obturadores que fecham por rotação. A sede sempre permanece estacionária em relação ao corpo.
A sede é classificada pela sua origem em:
- Sede rígida é uma sede que faz parte do corpo da válvula. Quase todas as válvulas desse tipo sofrem com uma pequena quantidade de vazamento.
- Sede macia é uma sede equipada posteriormente ao corpo da válvula. É feita de materiais mais macios, tais como PTFE ou vários elastômeros , tais como NBR ou FKM, dependendo da máxima temperatura de operação.

### Haste
A haste transmite o movimento do volante ou dispositivo de controle para o disco. A haste normalmente atravessa pelo castelo, quando presente. Em alguns casos, a haste e o obturador podem ser combinados em uma única peça, ou a haste e o volante podem estar combinados em uma única peça.
Válvulas cujo obturador está entre a sede e a haste e cuja haste se move para dentro da válvula para fechá-la são chamadas válvulas de ação direta. Válvulas cuja sede fica entre o obturador e a haste e cuja haste se move para fora da válvula para fechá-la são chamadas válvulas de ação reversa. Estes termos não se aplicam às válvulas sem haste.

### Gaxetas
Gaxetas são um tipo de vedação comum em válvulas, usado para evitar o vazamento de um gás ou de líquido. Dependendo da válvula, pode ser utilizado um selo mecânico

### Esfera
Uma válvula de esfera é uma válvula que possui uma esfera vazada em substituição ao obturador. costuma ser usada para serviços severos, de alta pressão. Suas esferas são geralmente feitas de aço inoxidável, titanio, latão ou níquel. Elas também podem ser feitas de diferentes tipos de plástico, tais como ABS, PVC, PP ou PVDF.

### Mola
Muitas válvulas têm uma mola executando uma pré-carga, normalmente para manter o obturador numa posição por padrão, mas permite o controle para reposicionamento. Válvulas de alívio normalmente utilizam uma mola para manter a válvula fechada, mas permitem que o excesso de pressão force a válvula a abrir, liberando o excesso de pressão. As molas helicoidais são normalmente utilizadas. Alguns materiais típicos para essas molas são o aço zincado, aço inoxidável, e para aplicações de alta temperatura o Inconel X750.

### Válvula de três vias

Esquema de válvula de esfera de 3 vias: em forma de T a esquerda e L a direita.

Válvulas de esfera de três vias são dos tipos T ou L. A válvula em T pode ser utilizada para permitir a conexão de uma entrada a um ou ambos os pontos de saída, ou ainda conectar duas saídas. A válvula em L pode ser utilizada para permitir a desconexão de ambos ou a conexão de qualquer um, mas nunca 3 ao mesmo tempo.
Válvulas alternadoras conectam duas entradas sob pressões diferentes, regulando a pressão na saída para que seja sempre a maior dentre as entradas, de maneira que não ocorra fluxo entre uma entrada e outra.
Válvula termostática é uma válvula que faz a mistura de fluidos em temperaturas diferentes para produzir uma temperatura constante, na presença de pressões e temperaturas variáveis nas duas entradas.

### Válvulas de quatro vias
Válvulas de 4 vias são válvulas cujo corpo possui quatro saídas, igualmente espaçadas ao redor do corpo e o obturador tem duas passagens para conectar saídas adjacentes. Ela é operada com duas posições.
Pode ser usada para isolar um cilindro de amostragem instalado em uma linha pressurizada de fluido sem interromper o escoamento. É útil para tomar uma amostra do fluido sem afetar a pressão de um sistema hidráulico e evitar a desgaseificação (sem vazamento, sem perda de gás ou entrada de ar, sem contaminação externa)

## Outras considerações
Alguns projetos de sistemas hidráulicos, especialmente em plantas químicas ou de energia, estão esquematicamente representados em diagramas de tubulação e instrumentação. Em tais diagramas, diferentes tipos de válvulas são representadas por determinados símbolos.
Válvulas em boas condições devem ser livres de vazamentos. No entanto, as válvulas podem, eventualmente, sofrer desgaste e desenvolver um vazamento, entre o interior e o exterior da válvula ou, quando a válvula é fechada para parar o fluxo, entre o obturador e a sede. Uma partícula presa entre a sede e o obturador também pode causar vazamento.